# Liste der denkmalgeschützten Objekte in Gnadendorf
Die Liste der denkmalgeschützten Objekte in Gnadendorf enthält die 16 denkmalgeschützten, unbeweglichen Objekte der niederösterreichischen Gemeinde Gnadendorf im Bezirk Mistelbach.

## Denkmäler
| Foto |                 | Denkmal                                                                             | Standort                                              | Beschreibung | Metadaten |
| ---- | --------------- | ----------------------------------------------------------------------------------- | ----------------------------------------------------- | --- | --- |
| ja   | Datei hochladen | Kath. Pfarrkirche hl. Koloman HERIS-ID: 13326 Objekt-ID: 9500                       | Eichenbrunn 24a Standort KG: Eichenbrunn              | Die ursprünglich barocke Kirche, deren Fassadenturm um 1700 und deren nördliches Seitenschiff 1731 errichtet wurden, wurde 1950 nach Plänen des Architekten Josef Vytiska umgebaut und erweitert, wobei der Bildhauer Karl Jamöck die Reliefs an der Flachdecke im Innenraum schuf. | BDA-Hist.: Q22693472 Status: § 2a Stand der BDA-Liste: 2025-06-30 Name: Kath. Pfarrkirche hl. Koloman GstNr.: 1 Pfarrkirche Eichenbrunn                            |
| ja   | Datei hochladen | Kulturhaus, ehem. Schule HERIS-ID: 13327 Objekt-ID: 9501                            | Eichenbrunn 25 Standort KG: Eichenbrunn               | Das Schulgebäude wurde 1883 als Ersatz für eine 1664 erbaute Schule errichtet und fand in jüngerer Zeit als Vereinshaus Verwendung. | BDA-Hist.: Q38175439 Status: § 2a Stand der BDA-Liste: 2025-06-30 Name: Kulturhaus, ehem. Schule GstNr.: 41                                                        |
| ja   | Datei hochladen | Anheimgefallene Grabdenkmale u. a. Grab Pfitzinger HERIS-ID: 24893 Objekt-ID: 21303 | Friedhof Standort KG: Eichenbrunn                     | Am nordöstlichen Abschnitt der Friedhofsmauer befindet sich unter anderem ein mit Pfitzinger bezeichnetes Grabdenkmal. | BDA-Hist.: Q37888258 Status: § 2a Stand der BDA-Liste: 2025-06-30 Name: Anheim gefallene Grabdenkmale u.a. Grab Pfitzinger GstNr.: 231/1                           |
| ja   | Datei hochladen | Barocker Grabstein und drei Steinputten HERIS-ID: 26712 Objekt-ID: 23204            | vor Eichenbrunn 24a Standort KG: Eichenbrunn          | Drei kleine Putten und ein Grabstein befinden sich vor der Pfarrkirche. | BDA-Hist.: Q37903667 Status: § 2a Stand der BDA-Liste: 2025-06-30 Name: Barocker Grabstein und drei Steinputten GstNr.: 1836/9 Kleindenkmale Eichenbrunn           |
| ja   | Datei hochladen | Kolomanibründl Trinkbrunnen HERIS-ID: 13328 Objekt-ID: 9502                         | Eichenbrunn 24a, in der Nähe Standort KG: Eichenbrunn | Der Trinkbrunnen stammt in seiner heutigen Form aus dem Jahr 1904. | BDA-Hist.: Q38175458 Status: § 2a Stand der BDA-Liste: 2025-06-30 Name: Kolomanibründl Trinkbrunnen GstNr.: 1836/9                                                 |
| ja   | Datei hochladen | Ehem. Pfarrhof HERIS-ID: 24897 Objekt-ID: 21307                                     | Gnadendorf 1 Standort KG: Gnadendorf                  | Der Pfarrhof wurde um 1800 erbaut. | BDA-Hist.: Q37888310 Status: Bescheid Stand der BDA-Liste: 2025-06-30 Name: Ehem. Pfarrhof GstNr.: 8/4                                                             |
| ja   | Datei hochladen | Kath. Pfarrkirche hl. Johannes der Täufer HERIS-ID: 8800 Objekt-ID: 4761            | Gnadendorf 1a Standort KG: Gnadendorf                 | Der Chor stammt aus der zweiten Hälfte des 16. Jahrhunderts. Das barocke Langhaus wurde im letzten Viertel des 17. Jahrhunderts erbaut. Der Kirchturm ist mit der Jahreszahl 1743 bezeichnet. Die hochbarocke Ausstattung der Kirche stammt aus der ersten Hälfte des 18. Jahrhunderts. | BDA-Hist.: Q22693473 Status: § 2a Stand der BDA-Liste: 2025-06-30 Name: Kath. Pfarrkirche hl. Johannes der Täufer GstNr.: 1 Pfarrkirche Gnadendorf                 |
| ja   | Datei hochladen | Figurenbildstock hl. Johannes Nepomuk HERIS-ID: 24895 Objekt-ID: 21305              | vor Gnadendorf 18 Standort KG: Gnadendorf             | Der Bildstock stammt aus dem zweiten Viertel des 18. Jahrhunderts. | BDA-Hist.: Q37888274 Status: § 2a Stand der BDA-Liste: 2025-06-30 Name: Figurenbildstock hl. Johannes Nepomuk GstNr.: 2075/1 Statue of John of Nepomuk, Gnadendorf |
| ja   | Datei hochladen | Schule HERIS-ID: 24896 Objekt-ID: 21306                                             | Gnadendorf 106 Standort KG: Gnadendorf                | Die Schule am Anger von Gnadendorf wurde 1890 errichtet. | BDA-Hist.: Q37888294 Status: § 2a Stand der BDA-Liste: 2025-06-30 Name: Schule GstNr.: 2075/13                                                                     |
| ja   | Datei hochladen | Kreisgrabenanlage Gnadendorf HERIS-ID: 46493 Objekt-ID: 48561                       | Mitterfeld Standort KG: Gnadendorf                    | Die zweifache mittelneolithische Kreisgrabenanlage, südwestlich von Gnadendorf zwischen Zaya und Gießbach gelegen, wurde durch Luftbildaufnahmen im Jahr 1981 entdeckt. Der Durchmesser des äußeren Rings beträgt ca. 74 Meter, der des inneren bis 55 Meter. Die Siedlungsreste auf dem Areal gehören sowohl zur Grabenanlage selbst, als auch zu einer jüngeren, möglicherweise spätantiken Siedlung. | BDA-Hist.: Q38022029 Status: Bescheid Stand der BDA-Liste: 2025-06-30 Name: Kreisgrabenalnlage Gnadendorf GstNr.: 2496/1, 2494/3, 2495, 2494/1                     |
| ja   | Datei hochladen | Pfarrhof HERIS-ID: 24899 Objekt-ID: 21309                                           | Pyhra 1 Standort KG: Pyhra                            | Der barocke Pfarrhof wurde im 18. Jahrhundert erbaut. | BDA-Hist.: Q37888346 Status: § 2a Stand der BDA-Liste: 2025-06-30 Name: Pfarrhof GstNr.: 2 Pyhra Pfarrhof                                                          |
| ja   | Datei hochladen | Kath. Pfarrkirche hl. Leib Christi HERIS-ID: 24898 Objekt-ID: 21308                 | Pyhra 1a Standort KG: Pyhra                           | Die barocke Saalkirche wurde später verändert. Ihr Dachreiter stammt aus dem 19. Jahrhundert. | BDA-Hist.: Q37888323 Status: § 2a Stand der BDA-Liste: 2025-06-30 Name: Kath. Pfarrkirche hl. Leib Christi GstNr.: 1 Pfarrkirche Pyhra in Gnadendorf               |
| ja   | Datei hochladen | Ortskapelle Unsere Liebe Frau HERIS-ID: 24903 Objekt-ID: 21313                      | Röhrabrunn 90 Standort KG: Röhrabrunn                 | Die Kapelle wurde 1924 erbaut. | BDA-Hist.: Q37888380 Status: § 2a Stand der BDA-Liste: 2025-06-30 Name: Ortskapelle Unsere Liebe Frau GstNr.: 36 Ortskapelle Röhrabrunn                            |
| ja   | Datei hochladen | Schlossruine Wenzersdorf HERIS-ID: 24904 Objekt-ID: 21314                           | Wenzersdorf 1 Standort KG: Wenzersdorf                | Laut Inschrift am Nordtor wurde das ursprüngliche vierflügelige Schloss 1560 erbaut. Im Zweiten Weltkrieg wurde es großteils zerstört. | BDA-Hist.: Q37888402 Status: Bescheid Stand der BDA-Liste: 2025-06-30 Name: Schlossruine Wenzersdorf GstNr.: 57/1, 58, 59, 65/1 Wenzersdorf Schlossruine           |
| ja   | Datei hochladen | Kath. Pfarrkirche Mariä Verkündigung HERIS-ID: 24905 Objekt-ID: 21315               | Wenzersdorf 1a Standort KG: Wenzersdorf               | Die spätgotische Kirche wurde in der zweiten Hälfte des 15. Jahrhunderts erbaut. Das Langhaus wurde im letzten Viertel des 17. Jahrhunderts barockisiert. Der Kirchturm stammt aus dem letzten Viertel des 18. Jahrhunderts. | BDA-Hist.: Q37888420 Status: § 2a Stand der BDA-Liste: 2025-06-30 Name: Kath. Pfarrkirche Mariä Verkündigung GstNr.: 56 Pfarrkirche Wenzersdorf                    |
| ja   | Datei hochladen | Bildstock HERIS-ID: 24902 Objekt-ID: 21312                                          | vor Zwentendorf 14 Standort KG: Zwentendorf           | | BDA-Hist.: Q37888363 Status: § 2a Stand der BDA-Liste: 2025-06-30 Name: Bildstock GstNr.: 1759/2                                                                   |